# 三つ子の魂百まで

三つ子の魂百まで（みつごのたましいひゃくまで）は、平安時代の日本からのことわざ。

## 概要
幼少時の性格というのは、歳を取っても変わらないということを意味する。そしてこのように形成された性格や性癖というのは、歳を取ってから教育を受けたり、大人になってから経験を積んだとしても根強く残るものであるということである。このことわざで三つ子とされているのは数え年での三つ子であることから、満年齢でならば一歳から二歳ということになる。そしてこの三つ子というのは厳密な年齢でのことではなく、比喩的に幼少の頃という意味で用いられる。それと日本では三という数字は区切りを象徴するという意味合いがあることからも、必ずしも数字の三と一致するものではない。

## 歴史
このことわざは平安時代の文学作品である源氏物語が由来である。この源氏物語の第四章には、筆で書くことや囲碁を打つということは、不思議なもので生まれ持ったものがあるということが書かれており、このことが三つ子の魂百までということわざになった。
これを意味することが三つ子の魂百までという形で最初に用いられたのは、1697年の歌舞伎の作品である『兵根元曾我』である。